# Кизилжар (Єнбекшиказахський район)
Кизилжа́р (каз. Қызылжар) — село у складі Єнбекшиказахського району Алматинської області Казахстану. Адміністративний центр Коктобинського сільського округу.
До 2010 року село називалось «Совєт».
Населення — 4516 осіб (2021; 3709 у 2009, 3100 у 1999, 2794 у 1989).